# 섀스타산

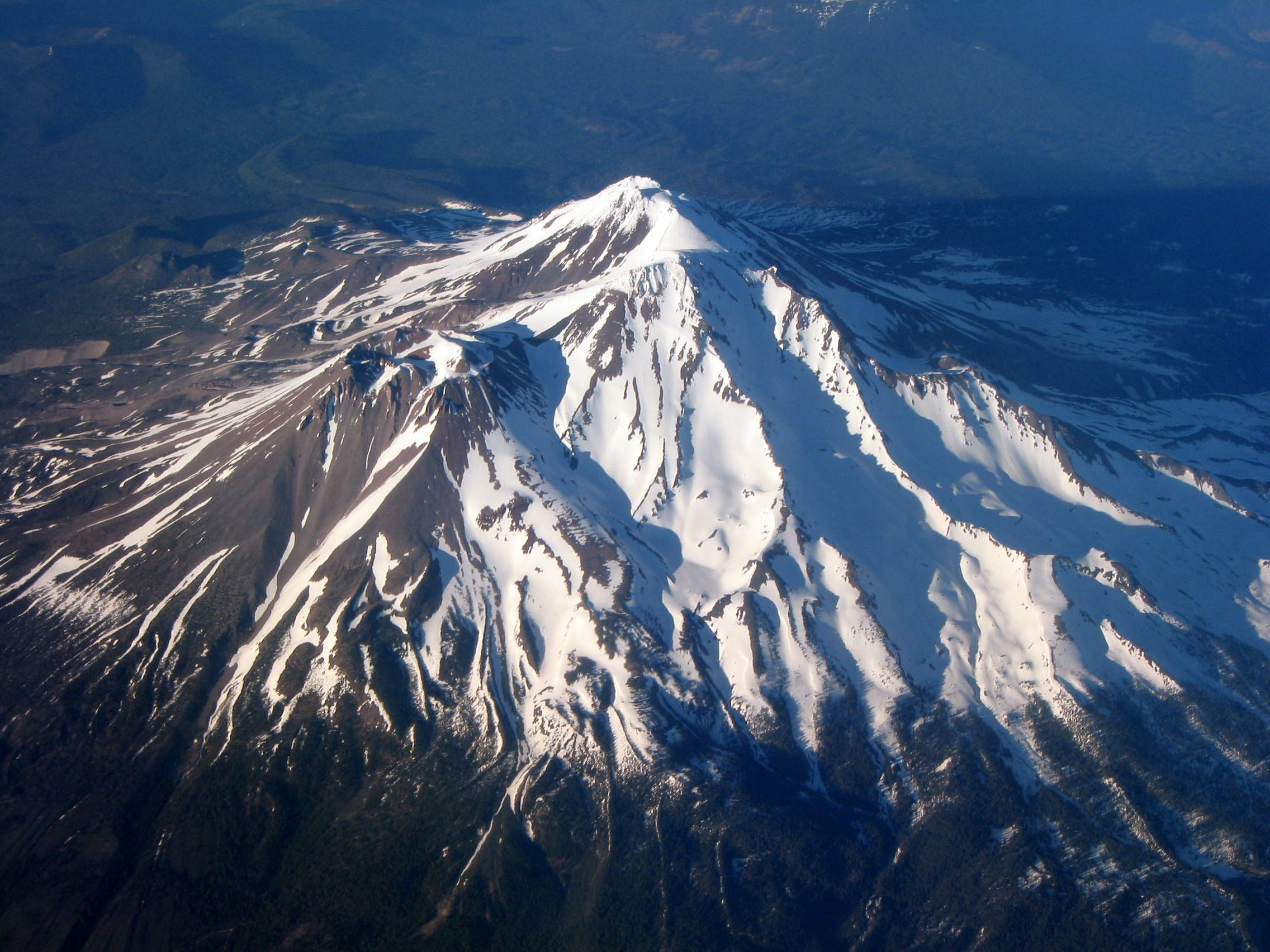
섀스타 산

섀스타산(Mount Shasta)은 캘리포니아주 북부 시스키유군에 위치한 화산이다. 이 화산은 최고점인 섀스타 봉과 섀스티나 산으로 구정된 이중식 성층 화산이다.